# Simone Schürle-Finke

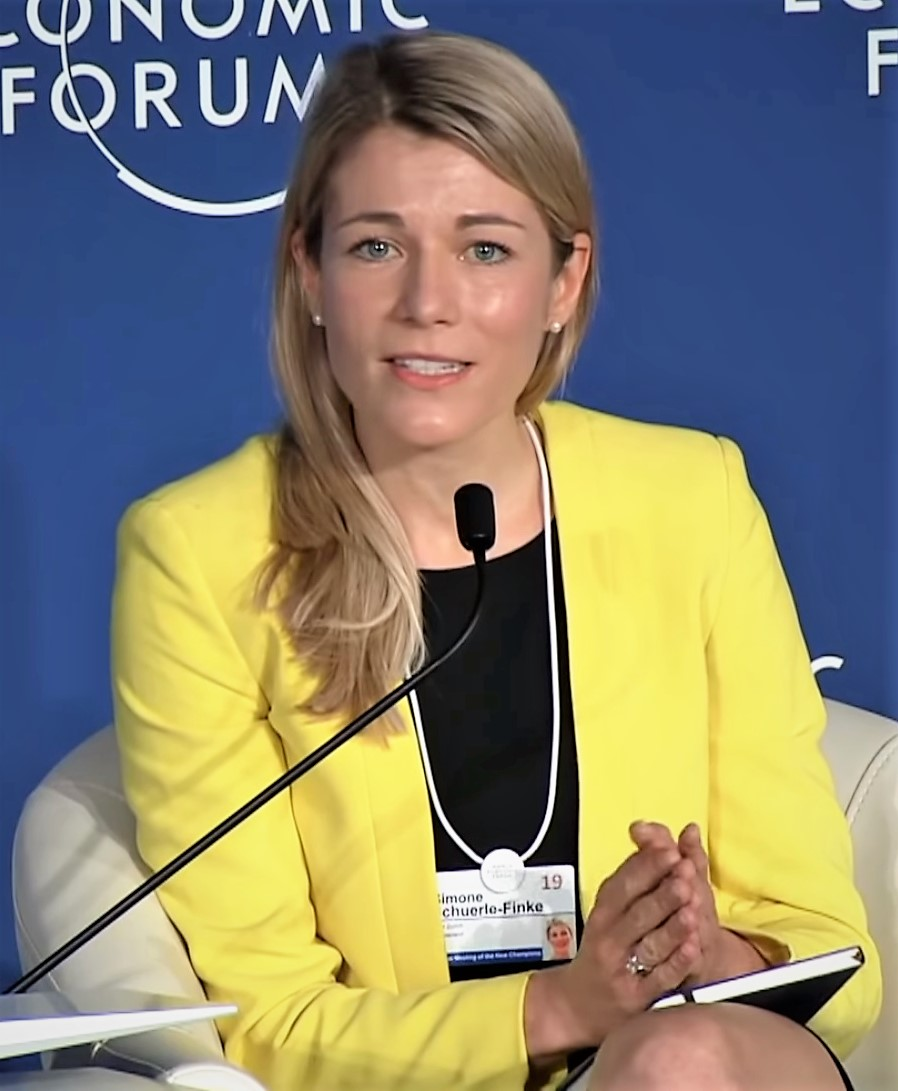
Simone Schürle-Finke beim Weltwirtschaftsforum 2019

Simone Schürle-Finke (* 16. April 1985 in Ulm) ist eine deutsche biomedizinische Ingenieurin. Sie ist Assistenzprofessorin und Leiterin des Labors für reaktionsfähige biomedizinische Systeme im Departement für Gesundheitswissenschaften und Technologie an der ETH Zürich. Schürle ist eine Pionierin auf dem Gebiet der Nanorobotik und der magnetischen Servotechnik.

## Studium
Im Jahr 2003 nahm Schürle ihr Studium am Karlsruher Institut für Technologie (KIT) auf. Während ihres Studiums konnte Schürle dank eines Stipendiums der Heinrich-Hertz-Stiftung und eines Stipendiums der Baden-Württemberg Stiftung im Ausland studieren und forschen. Sie forschte zunächst im Bereich Bioengineering an der University of Canterbury in Neuseeland. Sie untersuchte die automatisierte Infusion und schloss ihr Projekt 2006 ab. Anschließend reiste sie an die Universität Kyōto in Japan, wo sie im Labor für Nano/Mikrosysteme arbeitete und die Grundlagen der Entwicklung und Anwendung von Sensoren auf der Basis von Kohlenstoffnanoröhre für biomedizinische Anwendungen erlernte. Nach Abschluss ihres Studiums in Japan im Jahr 2008 kehrte Schürle nach Deutschland zurück. Sie erwarb 2009 am KIT einen Diplom in Wirtschaftsingenieurwesen.
Schürle promovierte an der ETH Zürich am Institut für Robotik und Intelligente Systeme. Sie erforschte den Einsatz magnetischer Manipulationstechniken zur Steuerung drahtloser Roboter im Nanomaßstab für biomedizinische Diagnose- und Therapiegeräte. Schürle schloss ihre Doktorarbeit im Jahr 2014 erfolgreich mit dem Erhalt der ETH Zürich Medaille ab.

## Karriere
Schürle hat als Postdoc am Koch-Institut am Massachusetts Institute of Technology (MIT) über den Einsatz von Nanosensoren für die Erstellung von Tumorprofilen und den Medikamententransport in Tumoren geforscht. Sie schloss ihre Postdoc-Arbeit 2017 ab.
2017 wurde Schürle Assistenzprofessorin an der ETH Zürich und Leiterin des Labors für Responsive Biomedical Systems, das zum Institut für Translationale Medizin gehört. Das Ziel des Instituts ist es, die Grenze zwischen Labor und Klinik zu überwinden, um die Wissenschaft so schnell wie möglich in Behandlungen und Diagnosen umzusetzen. Schürle leitet ein Forschungsprogramm mit dem Ziel, die zellulären Grundlagen von Krankheiten zu erforschen und innovative Werkzeuge im Nano- und Mikrobereich zu entwickeln, um Krankheiten zu diagnostizieren und Krankheitsprozesse gezielt zu beeinflussen.
Schürle ist Mitglied des Expertenbeirats der Singularity Group, die Investoren auf die vielversprechendsten Zukunftstechnologien aufmerksam macht. Schürle ist Mitglied des Global Future Council on the Future of Human Enhancement des Weltwirtschaftsforums. Schürle setzt sich für die Förderung von Frauen in den MINT-Fächern und für die Verbesserung der Wissenschaftskultur ein. Sie plädiert dafür, Wissenschaft in multidisziplinären Teams zu betreiben, nicht in einzelnen Silos.

## Forschung

### Magnetische Steuerungsmethoden und Mikrostrukturdesign
In ihrer Doktorarbeit nutzte Schürle ihr Fachwissen aus ihrer Studienzeit in Kyoto, um innovative Methoden zur mechanischen Charakterisierung der Eigenschaften von Kohlenstoffnanoröhren (CNT) und ihrer Grenzflächen zu anderen Substanzen zu entwickeln. Da Transmissionselektronenmikroskope (TEM) häufig verwendet werden, um die Eigenschaften neuartiger CNTs zu beobachten, entwickelten Schürle und ihre Kollegen eine Technik zur Herstellung von TEM-kompatiblen Geräten, mit denen die Kontaktstärke zwischen CNT und Metall abgebildet werden kann. Das Gerätedesign ermöglicht es ihnen, Fehler in der CNT-Technologie zu beobachten, z. B. wenn die CNT-Metall-Kontakte verrutschen, was Informationen für die künftige Herstellung von CNTs zur Verwendung in miniaturisierten Geräten liefern wird.
Danach entwarf Schürle eine Methode zur Steuerung von magnetischen Nanostrukturen durch Magnetfelder und entwickelte ein magnetbasiertes System, das die Position und Bewegung von Objekten im Nanomaßstab steuern kann. Ihr System ist von Bedeutung für die translationale Medizin, da die kontrollierte Servosteuerung entscheidend für die Entwicklung und Umsetzung der magnetischen Wirkstoffträgertechnologie und deren Ausrichtung auf Krebszellen ist.

### Nano- und Mikrosensoren und -Robotik
Während ihrer Zeit am MIT arbeitete Schürle an der Entwicklung von Nanotools zur In-vivo-Diagnostika von Tumoren. Da der erste Schritt für eine gezielte Tumorbehandlung eine präzise Diagnose der spezifischen Biologie des Tumors und seiner Mikroumgebung ist, begann Schürle mit der Entwicklung eines Systems, das eine spezifische Kontrolle und Lieferung von Nanosensoren mit Protease-Aktivität über magnetische Wechselfelder ermöglicht. Die Nanosensoren wurden in den Körper eingebracht, am Tumor durch Wärmeaktivierung freigesetzt, und der Proteingehalt im Partikel wurde freigesetzt, was zu einer Reaktion mit einem nachweisbaren Nebenprodukt im Urin führte, um eine Quantifizierung und diagnostische Information zu erhalten. Schürle und ihre Kollegen validierten die Technologie in Mausmodellen für menschlichen Darmkrebs, um die Tumoraktivität erfolgreich zu bewerten.
Schürle und ihre Kollegen veröffentlichten einen entscheidenden Artikel, in dem sie die Entwicklung einer Robotertechnologie vorstellten, die in der Lage ist, die mechanobiologischen Eigenschaften des zellulären Verhaltens zu messen. Sie entwarfen eine mikrorobotische Sonde, die Bakterien nachahmte, so dass sie die Angriffsprofile von Makrophagen, phagozytischen Zellen des angeborenen Immunsystems, charakterisieren konnten, während sie Bakterien jagen und verschlingen. Da Schürle und ihre Kollegen in der Lage waren, die Translations- und Rotationsbewegungen der Roboter dynamisch zu steuern, konnten sie beurteilen, wie sich die Angriffsstrategien der Makrophagen bei verschiedenen Translations- und Rotationsdynamiken der Beute unterscheiden. Das magnetische Pinzettensystem mit 5 Freiheitsgraden ermöglichte die dynamische Steuerung der Roboterbewegung.
Schürle gründete ein Start-up-Unternehmen namens Magnebotix, das auf dieser Technologie basiert. Magnebotix entwickelt eine Reihe von Nanoroboter-Technologien für Anwendungen in biologischen Systemen, wie z. B. das Einfangen von Kristallen und das Sezieren der Mechanobiologie verschiedener Zellen und Gewebe in vivo.
Schürle entwickelt Roboterwerkzeuge, die auf biologischen Systemen basieren und die gezielte Verabreichung von Arzneimitteln ermöglichen. Im Jahr 2019 haben Schürle und ihre Kollegen zwei neue Arten von Mikropropellern entwickelt, die den Transport von Nanopartikeln durch Blutgefäße und in Gewebe erleichtern. Bei der ersten Struktur handelt es sich um eine künstliche bakterielle Geißel und bei der zweiten um einen Schwarm lebender magnetotaktischer Bakterien, die einen Strom erzeugen, der den Transport von Nanopartikeln erleichtert.

## Auszeichnungen und Preise
- 2020 Finalistin des KITE Awards mit  Marcy Zenobi-Wong und Karin Würtz[16]
- 2016 Branco Weiss Fellow - Society and Science[1]
- 2014 ETH Zürich Medaille für ihre hervorragende Doktorarbeit[4]
- 2014 Postdoc-Forschungsstipendium des Deutschen Akademischen Austauschdienstes (DAAD)[17]
- 2014 Early Postdoc.Mobility-Stipendium des Schweizerischen Nationalfonds[17]
- 2014 Best Medical Paper Award, Co-Autor, IEEE International Conference on Robot Automation[1]
- 2008 Forschungsstipendium der Heinrich Hertz Stiftung[1]
- 2008 Stipendium der Baden-Württemberg Stiftung[1]
- 2003 Stipendium der Rotary Stiftung, Deutschland[1]

## Veröffentlichungen (Auswahl)
- Genetic Encoding of Targeted Magnetic Resonance Imaging Contrast Agents for Tumor Imaging. mit Maiko Furubayashi, Ava P. Soleimany, Tinotenda Gwisai, Wei Huang, Christopher Voigt und Sangeeta N. Bhatia. ACS Synthetic Biology, Vol. 9: Nr. 2, S. 392–401, Washington, DC: American Chemical Society, 2020.[18]
- Synthetic and living micropropellers for convection-enhanced nanoparticle transport.  mit Ava P. Soleimany, T. Yeh, G.M. Anand, M. Häberli, H.E. Fleming, Nima Mirkhani, Famin Qiu, Sabine Hauert, X. Wang, Bradley J. Nelson und Sangeeta N. Bhatia. Science Advances, Vol. 5: Nr. 4, S. eaav4803, Washington, DC: AAAS, 2019.[15]
- Robotically controlled microprey to resolve initial attack modes preceding phagocytosis. mit Ima Avalos Vizcarra, Jens Moeller, Mahmut Selman Sakar, Berna Özkale, Andre Machado Lindo, Fajer Mushtaq, Ingmar Schoen, Salvador Pane, Viola Vogel und Bradley J. Nelson. Science Robotics, Vol. 2: Nr. 2, S. eaah6094, Washington, DC: AAAS, 2017.[12]
- Magnetically Actuated Protease Sensors for in Vivo Tumor Profiling. mit Jaideep S. Dudani, Michael G. Christiansen, Polina Anikeeva und Sangeeta N. Bhatia. Nano Letters, Vol. 16: Nr. 10, S. 6303–6310, Washington, DC: American Chemical Society, 2016.[11]
- Three-Dimensional Magnetic Manipulation of Micro- and Nanostructures for Applications in Life Sciences. mit Sandro Erni, Maarten Flink, Bradley E. Kratochvil and Bradley J. Nelson. IEEE Transactions on Magnetics, Vol. 49: Nr. 1, S. 321–330, Piscataway, NJ, USA: IEEE Inst. Electrical Engineers Inc., 2013.[19]
- Helical and Tubular Lipid Microstructures that are Electroless-Coated with CoNiReP for Wireless Magnetic Manipulation. mit Salvador Pané, Eva Pellicer, Jordi Sort, Maria D. Baro und Bradley J. Nelson. Small, Vol. 8: Nr. 10, S. 1498–1502, Weinheim: Wiley-VCH, 2012.[4]